# Babin Potok (Donji Vakuf)
Pour les articles homonymes, voir Babin Potok.
Babin Potok (en serbe cyrillique : Бабин Поток) est un village de Bosnie-Herzégovine. Il est situé dans la municipalité de Donji Vakuf, dans le canton de Bosnie centrale et dans la fédération de Bosnie-et-Herzégovine. Selon les premiers résultats du recensement bosnien de 2013, il compte 105 habitants.

## Démographie

### Évolution historique de la population
| 1948 | 1953 | 1961 | 1971 | 1981 | 1991 | 2013 |
| ---- | ---- | ---- | ---- | ---- | ---- | ---- |
| -    | -    | 134  | 180  | 109  | 307  | 105  |

|  |

### Communauté locale
En 1991, la communauté locale de Babin Potok comptait 836 habitants, répartis de la manière suivante :